# Pharaphodius hauserianus
Pharaphodius hauserianus är en skalbaggsart som beskrevs av Vladimir Balthasar 1935. Pharaphodius hauserianus ingår i släktet Pharaphodius och familjen Aphodiidae. Inga underarter finns listade i Catalogue of Life.